# 阿塞拜疆马纳特符号
阿塞拜疆马纳特符号“₼”，是指代表阿塞拜疆法定货币马纳特的货币符号。在Unicode中，该符号被编码为“U+20BC ₼ AZERBAIJANI MANAT SIGN”。该符号是小写拉丁字母“m”的变体。

## 历史
1991年苏联解体后，阿塞拜疆开始着手发行本国货币马纳特，分别于8月和11月开始发行纸币与硬币。2006年，阿塞拜疆决定为阿塞拜疆马纳特设计货币符号。2013年，阿塞拜疆马纳特符号正式投用。
2006年，罗伯特·卡利纳设计出新版阿塞拜疆马纳特纸币和阿塞拜疆马纳特符号“₼”。2013年，阿塞拜疆马纳特符号“₼”被Unicode收录，编码为“U+20BC ₼ AZERBAIJANI MANAT SIGN”。此前，2008年至2011年发起的添加提案曾屡屡失败。

## 形状
符号“₼”是一个风格化的拉丁小写字母“m”，形状为半圆形，中间有一条垂直线或斜线。具体样式取决于每张钞票上显示符号的字体。